# Маљано ди Тена
Маљано ди Тена (итал. Magliano di Tenna) насеље је у Италији у округу Фермо, региону Марке.
Према процени из 2011. у насељу је живело 266 становника. Насеље се налази на надморској висини од 262 м.

## Становништво
| 1936. | 1951. | 1961. | 1971. | 1981. | 1991. | 2001. | 2011. |
| ----- | ----- | ----- | ----- | ----- | ----- | ----- | ----- |
| 1.396 | 1.350 | 1.298 | 1.191 | 1.080 | 1.069 | 1.204 | 1.426 |